# Stenotrema pilula
Stenotrema pilula är en snäckart som först beskrevs av Henry Augustus Pilsbry 1900.  Stenotrema pilula ingår i släktet Stenotrema och familjen Polygyridae. Inga underarter finns listade i Catalogue of Life.